# Kevin Simisterra
Kevin Rodrigo Simisterra Castillo (* 22. Oktober 2002) ist ein ecuadorianischer Leichtathlet, der sich auf den Weitsprung spezialisiert hat und zu Beginn seiner Karriere auch im Hürdenlauf an den Start ging.

## Sportliche Laufbahn
Erste Erfahrungen bei internationalen Meisterschaften sammelte Kevin Simisterra im Jahr 2021, als er bei den Südamerikameisterschaften in Guayaquil mit 14,55 s in der Vorrunde im 110-Meter-Hürdenlauf ausschied. Anschließend gewann er bei den U20-Südamerikameisterschaften in Lima in 14,26 s die Bronzemedaille, ehe er bei den U23-Südamerikameisterschaften in Guayaquil in 14,55 s den fünften Platz belegte. Im Dezember wurde er bei den erstmals ausgetragenen Panamerikanischen Juniorenspielen in Cali in 14,41 s Fünfter im Hürdensprint und gewann mit der ecuadorianischen 4-mal-100-Meter-Staffel in 40,02 s die Silbermedaille hinter dem brasilianischen Team. 2024 gewann er bei den U23-Südamerikameisterschaften in Bucaramanga mit 7,55 m die Bronzemedaille im Weitsprung hinter den Brasilianern Gabriel Boza und Breno de Carvalho.
2024 wurde Simisterra ecuadorianischer Meister im Weitsprung.

## Persönliche Bestzeiten
- 110 m Hürden: 14,41 s (−0,2 m/s), 4. Dezember 2021 in Cali
- Weitsprung: 7,51 m (+1,8 m/s), 6. April 2024 in Quito